# نغوين هاي آنه
نغوين هاي آنه (بالفيتنامية: Nguyễn Hải Anh)‏ هو لاعب كرة قدم فيتنامي في مركز الهجوم، ولد في 15 سبتمبر 1987 في Nghĩa Đàn district ‏ في فيتنام. شارك مع منتخب فيتنام لكرة القدم. أما مع النوادي، فقد لعب مع Kiên Giang FC ‏.

## وصلات خارجية
- نغوين هاي آنه على موقع ناشيونال فوتبول تيمز (الإنجليزية)